# 溢れちゃう...BE IN LOVE
「溢れちゃう...BE IN LOVE」（あふれちゃう...ビー イン ラブ）は、後藤真希の2枚目のシングル。2001年9月19日発売。

## 解説
ソロ2枚目のシングルで、オリコン週間シングルチャート2位を記録した（1位はGLAYの「ひとひらの自由」）。
テレビ東京系「アイドルをさがせ!」オープニング・テーマ。

## 収録曲
全作詞・作曲：つんく
1. 溢れちゃう…BE IN LOVE
編曲：AKIRA
2. LIKE A GAME
編曲：鈴木Daichi秀行
3. 溢れちゃう…BE IN LOVE (Instrumental)

## 参加ミュージシャン
溢れちゃう…BE IN LOVE
- 全ての楽器：AKIRA
- コーラス：つんく・AKIRA

LIKE A GAME
- プログラミング&ギター：鈴木Daichi秀行
- コーラス：後藤真希・つんく・hasie・生方信堂

## カバー
- キャリン・ホワイト - トリビュートアルバム『カバー・モーニング娘。ハロー!プロジェクト!』（2002年12月18日）に収録。